# Aeroportul Capitán Vicente Almandos Almonacid
Aeroportul Capitán Vicente Almandos Almonacid (IATA: IRJ, ICAO: SANL) este un aeroport din Provincia La Rioja, Argentina ce deservește zona La Rioja, Argentina. Aeroportul a fost tranzitat în decembrie 2022 de 5.865 de pasageri.
Situat la o altitudine de 437 m, aeroportul dispune de o singură pistă. Este operat de Aeropuertos Argentina⁠(d).